# Los Ocotes, Michoacán de Ocampo
Los Ocotes är en ort i Mexiko.   Den ligger i kommunen Maravatío och delstaten Michoacán de Ocampo, i den sydöstra delen av landet, 140 km väster om huvudstaden Mexico City. Los Ocotes ligger 2 039 meter över havet och antalet invånare är 139.
Terrängen runt Los Ocotes är huvudsakligen kuperad. Los Ocotes ligger nere i en dal. Runt Los Ocotes är det ganska tätbefolkat, med 96 invånare per kvadratkilometer. Närmaste större samhälle är Maravatío, 13,6 km väster om Los Ocotes. I omgivningarna runt Los Ocotes växer huvudsakligen savannskog.